# 周俊偉
周俊偉（英語：Lawrence Chou Tsun Wai，1979年4月19日—），加拿大籍香港男演員及歌手。

## 出道
周俊偉是香港聲樂男高音林祥園和香港知名歌手華娃之學生。周俊偉首次踏上舞台，是在1994年參加温哥華的一次歌唱大賽，以15歲之齡贏得冠軍。 其後加入舞蹈團體影舞者擔任舞蹈員。15至17歲其間曾參加多次歌唱大賽，屢奪冠軍。17歲的周俊偉回流香港，經黄霑的幫助下到香港各大唱片公司試音，被劉德華前經理人李潤華賞識而納入旗下，其後再簽約台灣BMG成為歌手。1997年在台灣BMG十週年演唱會及彭佳慧校園巡迴演唱會初試啼聲，得到公司欣賞力棒為1998年度重點新人。1998年推出單曲EP與劉德華合唱一曲（你別傻了），迅速成為傳媒焦點，更榮獲香港IFPI單曲銷量冠軍。及後正式推出個人專輯大碟《我愛你》，以《我愛你》一曲榮獲馬來西亞「動感三二一」金曲獎，亦成為當年電台情人節必播、校園中甚具名氣的經典金曲，更令他首次奪取Channel【V】華語榜最佳男歌手新人獎的榮譽。
2013年周俊偉參與了香港電視拍攝的兩部重頭劇集，在《警界線》和《驚異世紀》擔當男主角；更參與頭炮綜藝節目《挑戰》，到越南韓松洞（全世界最大洞穴）探險拍攝，憑著堅毅意志完成艱辛旅程；亦與香港電台的電視部合作無間，經常演出不同的寫實劇集；熱愛演出的周俊偉，曾演出香港經典舞台劇《潮性辦公室》，一連演出超過二十場。
周俊偉亦經常參與無綫電視的綜藝節目（以獎門人系列為主），但周俊偉未正式與無綫電視合作過。

## 唱片專輯
1998年
- 國語EP《你別傻了》（與劉德華合唱）
- 國語專輯《我愛你》
- 國語EP《Marry Christmas I Love You》

1999年
- 國語專輯《搶救愛情》
- 國語專輯《了不起》
- 國語合輯《BMG 12週年全家福演唱會主題曲》《123木頭人》
- 國語合唱曲《愛在捉摸不定時》（與戴辛尉合唱）

2000年
- 國語專輯新歌加精選大碟《別人都在傳》

2003年
- 音樂大碟《福祿壽之「序」》

## 音樂影像錄影帶
- 周俊偉：我愛你、我不服、New kid in Town、愛千真萬確、搶救愛情、發呆、大雨傘、太陽、愛 為何不多給我們一些時間、孤獨是容易傳染的、了不起、瘋言瘋語、不作單身漢、過了期的回憶、疲倦到極點
- 周俊偉、劉德華：你別傻了
- 周俊偉、戴辛尉：愛在捉摸不定時
- 何韻詩：化蝶
- Crystal@HotCha：井底娃娃
- 容祖兒：戀人未滿

## 音樂創作
2001年起周俊偉開始投身幕後音樂製作的道路，與范曉萱自資開設個人錄音室, 學習電腦錄音程式、作曲、編曲、填詞、混音, 嘗試一手包辦整個唱片製作程序。曾參與製作出不少獨特的流行音樂，如：ASOS的『變態少女』、范曉萱『絕世名伶』等等，均得到極大的迴響。2003年周俊偉更積極推動獨立音樂的崛起，與范曉萱、金木義則合組成團體福祿壽，自資推出首張音樂大碟福祿壽之『序』，更榮獲中國內地《第四屆華語音樂傳媒大獎》之「最佳電子音樂大獎」。

### 曾參與製作／監製唱片專輯
| 1999年 - 《了不起》國語專輯大碟（周俊偉） 2000年 - 麵飽堡（虛擬歌手）國語專輯大碟 2001年 - 范曉萱國語專輯大碟《絕世名伶》 - ASOS國語專輯大碟《變態少女》 2003年 - 福祿壽音樂大碟《福祿壽之「序」》 - 蘇永康國語專輯大碟單曲《Dear》 - 遊戲貓國語單曲《椰子罐頭》 - Homies國語單曲《Jones Cup》 | 2004年 - 青春連續電視劇《天下無敵》原創主題曲、插曲、及配樂 2005年 - 范曉萱國語專輯大碟《還有別的辦法嗎？》 2006年 - 容祖兒國語專輯大碟單曲《Funky Underground》 2007年 - 電影《嚇死你》電影配樂 2008年 - 「中國移動通信」廣告歌 |

## 影視作品

### 電影
| 年 份  | 電 影                    | 角 色           | 備 註                                |
| 2001年 | 《戀愛起義》             | Lawrence        |                                      |
| 2001年 | 《初戀嗱喳麵》           | 谷鋒            | 獲提名第21屆香港電影金像獎最佳新演員 |
| 2002年 | 《戀愛行星》             | Di              |                                      |
| 2002年 | 《見鬼》                 | 盧醫生          |                                      |
| 2002年 | 《賤精先生》             | 朱仔            |                                      |
| 2003年 | 《六樓後座》             | 梁Wing          |                                      |
| 2003年 | 《古宅心慌慌》           | 李思棋          |                                      |
| 2004年 | 《七年很癢》             |                 |                                      |
| 2004年 | 《阿孖有難》             |                 |                                      |
| 2005年 | 《AV》                   | 梁志安          |                                      |
| 2005年 | 《猛龍》                 | 藍志傑          |                                      |
| 2005年 | 《龍在他鄉》             | Simon Au        |                                      |
| 2006年 | 《地老天荒》             | 阿傑            |                                      |
| 2006年 | 《鬼域》                 | 定言經紀人      |                                      |
| 2006年 | 《狂蟒驚魂》             | 初七            |                                      |
| 2007年 | 《生日快樂》             | 小D             |                                      |
| 2007年 | 《森冤》                 | 黃柏木          |                                      |
| 2008年 | 《嚇死你》               | 雀友A／斧頭護衛 |                                      |
| 2008年 | 《六樓后座2家屬謝禮》    | 梁Wing          |                                      |
| 2010年 | 《維多利亞壹號》         | 安仔            |                                      |
| 2010年 | 《前度》                 | 阿樹            |                                      |
| 2010年 | 《東風破》               | 余麟            |                                      |
| 2010年 | 《4夜奇谭之指甲刀人魔》  |                 | 網上電影                             |
| 2011年 | 《那年-A Passerby》      |                 | 鮮浪潮短片                           |
| 2011年 | 《大藍湖》               | 林進            |                                      |
| 2012年 | 《斷了片》               |                 |                                      |
| 2012年 | 《低俗喜劇》             | 警察            |                                      |
| 2013年 | 《飛虎出征》             | 澳門司警警長    |                                      |
| 2013年 | 《飛機總動員》           | 德思奇          | 動畫電影粵語配音                     |
| 2014年 | 《香港仔》               | Lawrence        |                                      |
| 2014年 | 《飛機總動員：打火英雄》 | 德思奇          | 動畫電影粵語配音                     |
| 2014年 | 《恐怖在線》             | 勞健邦          |                                      |
| 2015年 | 《王家欣》               | 申先生          |                                      |
| 2016年 | 《GOOD TAKE》            |                 |                                      |
| 2016年 | 《幸運是我》             | Jeff            |                                      |
| 2017年 | 《我老婆未結婚》         | Watson          |                                      |
| 2017年 | 《春嬌救志明》           | 軍裝警員        |                                      |
| 2017年 | 《追龍》                 | 花仔榮          |                                      |
| 2020年 | 《肥龍過江》             | 警員            |                                      |
| 2020年 | 《追龍番外篇之十億探長》 | 文雄            | 網絡電影                             |
| 2023年 | 《怨泊》                 | Sean            |                                      |

### 電視
2003年
- 6月：台灣電視偶像劇特輯《沒完沒了的夏天》（李心潔、周俊偉主演，張艾嘉監製，鈕承澤執導）

2004年
- 5月：香港電台青春連續電視劇《天下無敵》（周俊偉、姜克誠、關之彤、溫思聰、謝恩、麥奕芝、元彬、陳鈺瑩、陳楚鍵、伍允龍、葉景文、張錦濤主演）

2005年
- 2月：香港電台單元劇《十封信》—消失的人（周俊偉、楊淇主演）

2008年
- 6月：香港電台寫實劇《512活在香港 - 在家》（周俊偉、蔣祖曼主演）
- 10月：香港電台《不一樣的旅遊》（周俊偉、譚俊彥、梁慧恩主持）

2009年
- 1月：電視節目now香港台《一個地球·新西蘭篇》（周俊偉、朱真真主持）
- 12月：香港電台節目—聯合國《殘疾人權利公約》戲劇系列之《沒有牆的世界》之《無聲的舞步》（周俊偉、楊愛瑾、吳浩康主演）

2010年
- 9月：香港電台電視劇《火速救兵》之高溫任務（周俊偉、惠天賜、鄭啟泰、林偉、梁慧恩、關楚耀、高皓正、彭懷安、何浚尉主演）

2012年
- 2月：香港電台電視劇 -《火速救兵II之急救先鋒》（周俊偉、關楚耀、唐寧、冼色麗主演）

2014年
- 11月：香港電視劇集《警界線》廖啟智、林嘉華、周俊偉、唐寧、蔣祖曼、廖安麗主演[1]

2015年
- 4月：香港電視劇集《大眾情性》(客串第8集) 陳柏宇、蔣祖曼、陸駿光、黃美棋、謝芷倫、鮑康兒、呂　熙、林熹瞳主演
- 4月：香港電視劇集《驚異世紀》林嘉華、梁小冰、唐寧、周俊偉、郭峰、駱應鈞主演
- 11月：樂視網劇集《天才在左，瘋子在右》柯有倫、鐘麗緹、唐寧、陳國坤、陳逸寧、黃伊汶、陳小春、林俊賢、李璨琛、關智斌、方力申、姜麗文、連詩雅、鄧麗欣、周俊偉、秦沛等主演

2016年
- 12月：網絡電視劇集《無間道》，愛奇藝與寰亞傳媒合作拍攝製作的中港合拍網絡劇；由謝天華、吳鎮宇及劉愷威主演。

2017年
- 8月：香港電台《彩虹交匯處 之 租客的衣櫃》

### 舞台劇
2011年
- 10月：舞台劇 - 《潮性辦公室4.0》（翟凱泰、楊詩敏、周俊偉、吳卓昕主演,翟凱泰導演,詹瑞文藝術總監/ 總導演）

### 綜藝節目
2014年
- 11月：香港電視綜藝節目《挑戰 - 越南韓松洞》周俊偉、艾威、劉玉翠等主持

2015年
- 7月：香港電視綜藝節目《發現宮崎》周俊偉、林熹瞳主持

### 廣告
2015年
- 12月：Expedia旅遊網站電視廣告

2016年
- 4月：JobDBs廣告

## 獎項
1994年
- Vancouver Miho Second Karaoke Contest Youth Team 冠軍
- Vancouver Second Annual Talent Night Karaoke Contest Youth Team 冠軍
- Vancouver Second Annual Talent Night Karaoke Contest 最佳臺風獎

1995年
- Vancouver Melody Shake Karaoke Contest 冠軍

1996年
- Vancouver Dragon Seed Connection Echoes Karaoke Contest 冠軍

1998年
- 《你別傻了》榮獲香港IFPI單曲銷量冠軍
- 《我愛你》榮獲馬來西亞「動感三二一」金曲獎

1999年
- 榮獲Channel【V】華語榜最佳男歌手新人獎

2001年
- 憑著《初戀嗱喳麵》被提名角逐第二十一屆香港電影金像獎「最佳新演員」獎

2004年
- 憑音樂大碟 - 《福祿壽之『序』》榮獲中國內地《第四屆華語音樂傳媒大獎》之「最佳電子音樂大獎」

## 評審
- 2013年第32屆香港電影金像獎第二階段評審。

## 外部連結
- 周俊偉的Instagram帳戶
- 周俊偉的新浪微博
- 周俊偉 facebook （页面存档备份，存于）
- CBC DRAGONBOYS（页面存档备份，存于）